# Kapel aan de Kier
Deze Sint-Veroonkapel, ook gekend als Kapel aan de Kier, bevindt zich in de Vlaams-Brabantse gemeente Halle. Ze is gelegen in de tuin van de woning aan de Dr. Spitaelslaan 376.
Volgens een overlevering zou de kapel opgericht zijn in 1832 om de buurt te beschermen tegen de cholera die in Halle lelijk huis hield.
Vandaag (anno 2024) verkeert de kapel in een slechte toestand. Op een foto uit 1983 is de oorspronkelijke staat van het gebedshuisje nog goed te zien. Het was een pijlerkapel opgetrokken uit witgeschilderde baksteen en afgedekt met een zadeldak uit bakstenen. Het was een relatief smal en hoog model met een smalle nis met een getoogde boog. Er prijkte een houten Sint-Veroonbeeld in polychromie met een hoogte van 38 cm in de nis. Dit beeldje bleef bewaard en is heden in het bezit van een privépersoon.
De huidige staat van de kapel is een afgebrokkelde bakstenen constructie waarvan de witte kleur verdwenen is. Er groeit klimop over en er werd een kippenren met poel rond de kapel aangelegd.
De kapel maakt deel uit van de Sint-Veroonmars, een jaarlijkse processie in Lembeek.